# 風巻ノ頭
風巻ノ頭（かざまきの あたま/かしら）は、北丹沢山域にある標高1,077mの山。神奈川県相模原市内にあり、丹沢大山国定公園に属す。山頂には東海自然歩道が通る。
「山頂付近は一年中、風が渦を巻き吹く」といわれることからこの名が付いた。

## 付近の山
- 袖平山（1,432m）
- 姫次（1,433m）